# Басна (филм из 1974)
„Басна” је југословенски филм из 1974. године. Режирао га је Анте Бабаја  који је написао и сценарио.

## Улоге
| Глумац       | Улога |
| ------------ | ----- |
| Свен Ласта   |       |
| Нада Суботић |       |